# Itamar Einhorn
Itamar Einhorn (in ebraico  איתמר איינהורן‎?; Modi'in-Maccabim-Re'ut, 20 settembre 1997) è un ciclista su strada e pistard israeliano che corre per il team Israel-Premier Tech; è professionista dal 2019.

## Palmarès

### Strada
- 2014 (Juniores)

Campionati israeliani, Prova a cronometro Junior
- 2020 (Israel Start-Up Nation, una vittoria)

1ª tappa Wyścig Solidarności i Olimpijczyków (Nisko > Sędziszów Małopolski)
- 2021 (Israel Start-Up Nation, due vittorie)

Visegrad 4 Bicycle Race-GP Polski
4ª tappa Okolo Slovenska (Trenčianske Teplice > Trnava)
- 2022 (Israel-Premier Tech, due vittorie)

Grand Prix Wyszków
Campionati israeliani, Prova in linea
- 2023 (Israel-Premier Tech, quattro vittorie)

Visegrad 4 Bicycle Race-GP Polski
Memoriał Andrzeja Trochanowskiego
Campionati israeliani, Prova in linea
1ª tappa Giro della Repubblica Ceca (Prostějov > Uničov)
- 2024 (Israel-Premier Tech, quattro vittorie)

2ª tappa Tour du Rwanda (Muhanga > Kibeho)
7ª tappa Tour du Rwanda (Rukomo > Kayonza)
1ª tappa Tour de Taiwan (Taipei > Taipei)
5ª tappa Tour de Taiwan (Kaohsiung > Kaohsiung)
- 2025 (Israel-Premier Tech, una vittoria)

4ª tappa Tour de Taiwan (Buddha Museum di Fo Guang Shan > World Games Stadium)

## Piazzamenti

### Grandi Giri
- Vuelta a España

2021: ritirato (17ª tappa)
2022: ritirato (8ª tappa)

### Classiche monumento
- Giro delle Fiandre

2020: ritirato
- Parigi-Roubaix

2023: 124º

### Competizioni mondiali
- Campionati mondiali

Ponferrada 2014 - In linea Junior: ritirato
Richmond 2015 - In linea Junior: 97º
Glasgow 2023 - In linea Elite: ritirato
- Giochi olimpici

Parigi 2024 - In linea: 62º

### Competizioni europee
- Campionati europei su strada

Nyon 2014 - In linea Junior: fuori tempo massimo
Tartu 2015 - In linea Junior: 37º
Zlín 2018 - In linea Under-23: ritirato
Alkmaar 2019 - In linea Under-23: ritirato
Monaco di Baviera 2022 - In linea Elite: 13º
Drenthe 2023 - In linea Elite: 47º
Limburgo 2024 - In linea Elite: 23º
- Campionati europei su pista

Grenchen 2021 - Omnium: 19°
- Giochi europei

Minsk 2019 - In linea Elite: 23º
Minsk 2019 - Cronometro Elite: 27º